# Melquitas
El término melquitas quiere decir 'imperiales'. Así llamaron los monofisitas de Egipto, Líbano, Siria y Palestina a los cristianos que seguían la fe del emperador (Malka en siriaco) de Bizancio, en los jefes religiosos de Alejandría, Antioquía y Jerusalén, a raíz del Concilio de Calcedonia. Las comunidades que permanecían unidas a Constantinopla eran algunos pequeños núcleos en Egipto y otros más numerosos en Siria. El Patriarcado de Jerusalén, en cambio, se mantenía completamente unido no dejando que cuajaran en él los no calcedonianos.
Al principio, las diversas iglesias melquitas de Siria, Palestina y Egipto conservaban su propio rito y disciplina, pero, andando el tiempo, la iglesia de Constantinopla se afirmó como predominante entre las demás iglesias melquitas, y éstas acabaron por aceptar el rito y la disciplina constantinopolitanas, con lo que el término melquita vino a designar a los cristianos de rito bizantino que vivían fuera del patriarcado de Constantinopla. La dominación árabe (a partir del s. VII) inclinó más aún hacia Constantinopla esta inicial tendencia de sirios, egipcios y jerosolimitanos helenizados, porque sobre ellos descargó mayor animosidad, dado que ante los árabes aparecían como sospechosos políticos por su parentesco con Bizancio. La reconquista bizantina de una parte de Siria, en el s. X, acentuó las relaciones de dependencia del Patriarcado de Antioquía respecto de Constantinopla, llegando a ocupar la sede patriarcal jerarcas de origen estrictamente bizantino. Las cruzadas favorecieron, asimismo, el aumento de la influencia bizantina sobre los melquitas porque, no tolerando los latinos que vivieran altas jerarquías griegas donde ellos implantaban las latinas, aquellas se vieron forzadas a vivir, a veces, en la capital del Imperio, Constantinopla, que les recibía y defendía como iglesia protectora (cfr. R. Grousset, Histoire des Croisades, 3 vol. París 1934-36). Estas circunstancias trajeron lógicamente la sustitución de los ritos originarios por el rito bizantino, aceptándose incluso el derecho eclesiástico bizantino. Así, en el siglo XII preguntaba el Patriarca melquita de Alejandría al famoso canonista Teodoro Balzamon, Patriarca de Antioquía, sobre el rito y la disciplina y recibía una respuesta favorable a la introducción total de las costumbres bizantinas en la misma Alejandría (cfr. G. de Vries, Oriente Cristiano leri e Oggi, Roma 1950, 69)
Dada la dependencia de los patriarcados antioqueno, alejandrino y jerosolimitano respecto del constantinopolitano, la separación de Constantinopla de la comunión con Roma después de Miguel Cerulario les afectó también a ellos. En Antioquía, hacia el siglo XI, el nombre del Papa no se mencionaba en la liturgia; no obstante, el patriarca Pedro, nombrado por el Emperador el año 1052, notificó al Papa su elección. En la época de Cerulario trató además de mantener la unidad con Roma, pero renunció pronto ante la presión de Cerulario; su sucesor, Teodosio III, era adicto a Cerulario. Con respecto a Jerusalén y Alejandría no se tienen datos concretos sobre cómo procedieron en los tiempos de Cerulario, con respecto a las notificaciones de elección y menciones litúrgicas. Las cruzadas, como ya se ha dicho, contribuyen a aunar a los patriarcas orientales con Constantinopla. Pero en cada caso es difícil pronunciarse, ya que no hay datos de una «separación» en sentido formal y total, consciente y volente, ni de una «unidad permanente y eficiente».
El imperio turco otomano favoreció todavía más la absorción bizantina de todo el Oriente a partir del siglo XVI. Los turcos establecieron, para todos los bizantinos de su imperio, el Patriarcado de Constantinopla como única cabeza religiosa y política. En esta nueva situación, si los cristianos monofisitas no aceptaron la capitanía que les imponían los turcos, los m. la recibieron sin reluctancias y avanzaron más y más en la asimilación helénica.
Desde el siglo XVII una parte de los melquitas volvió a la unidad con Roma. En el Patriarcado de Antioquía comenzaron las tentativas de unidad en tiempos de Gregorio XIII (1583) y fueron ayudadas después por el establecimiento en Alepo de los misioneros capuchinos, jesuitas y carmelitas. Durante cerca de un siglo, hay un constante balanceo entre la unión y la separación, sostenido por varios patriarcas melquitas; por fin, con Cirilo VI (1724-59) se inicia la serie ininterrumpida de patriarcas m. católicos, al tiempo que continúan paralelamente los patriarcas melquitas ortodoxos. En 1829 los melquitas católicos pudieron, como los demás cristianos, organizarse en grupo civil bajo su propio Patriarca (concesión otomana), y en 1833 la sede patriarcal quedó establecida en Damasco. En los Patriarcados de Alejandría y Jerusalén nacieron comunidades m. católicas, debido, principalmente, a la emigración desde Siria y Líbano.
No hay razón para restringir, como algunos hacen, el nombre de melquita para designar solamente a los actuales melquitas católicos. De hecho, hoy día, ni los católicos ni los disidentes se aplican a sí mismos el nombre de melquitas.
El clero melquita católico se forma principalmente en el Seminario de Santa Ana de Jerusalén, fundado en 1882 y encomendado a los Padres Blancos. Como órdenes monásticas bizantinas tienen: la Salvatoriana, la Chouerita y la Alepina. Una congregación muy activa es la de Misioneros de San Pablo. La organización eclesiástica de los In. católicos consta de tres Patriarcados nominales bajo un Patriarca único que actúa por medio de vicarios: Patriarcado de Antioquía (Damasco); metropolías de Alepo, Beirut, Bosra, Homs y Tiro; arzobispado de Laodicea; y eparquías de Akka, Baalbek, Baniyas, Sidón, Trípoli, Zahlé; Patriarcado de Alejandría, con vicarios patriarcales para Egipto y Sudán; Patriarcado de Jerusalén, con vicario patriarcal de Jerusalén y Arzobispado de Petra-Filadelfia (Amán); comunidades emigradas, en Argentina, Brasil, Francia, Estados Unidos y otros países. Los melquitas ortodoxos, sin aceptar este nombre, se agrupan en los patriarcados de Antioquía, Alejandría y Jerusalén, con Patriarcas independientes.